# Горњи Србани
Горњи Србани (итал. Serbani di Sopra) је заселак у општини Бртонигла, Истарска жупанија, Хрватска. Налази се северно од Доњих Србана и јужно од Нове Васи. 

## Географија
Насеље се налази на брду, 120 метара изнад реке Мирне. Лежи око 800 метара северно од Доњих Србана. Заселак је мањи од Доњег Србана и бави се пољопривредом.